# Гордон (Огайо)
Гордон (англ. Gordon) — селище (англ. village) в США, в окрузі Дарк штату Огайо. Населення — 245 осіб (2020).

## Географія
Гордон розташований за координатами 39°55′49″ пн. ш. 84°30′33″ зх. д. / 39.93028° пн. ш. 84.50917° зх. д. (39.930267, -84.509067).  За даними Бюро перепису населення США в 2010 році селище мало площу 0,43 км², уся площа — суходіл.

## Демографія
Згідно з переписом 2010 року, у селищі мешкало 212 осіб у 74 домогосподарствах у складі 59 родин. Густота населення становила 497 осіб/км².  Було 79 помешкань (185/км²).
Расовий склад населення:
| - 97,6 % — білих - 0,5 % — корінних американців - 0,5 % — чорних або афроамериканців |

До двох чи більше рас належало 0,9 %. Частка іспаномовних становила 0,0 % від усіх жителів.
За віковим діапазоном населення розподілялося таким чином: 25,0 % — особи молодші 18 років, 61,3 % — особи у віці 18—64 років, 13,7 % — особи у віці 65 років та старші. Медіана віку мешканця становила 40,8 року. На 100 осіб жіночої статі у селищі припадало 114,1 чоловіків;  на 100 жінок у віці від 18 років та старших — 106,5 чоловіків також старших 18 років.
Середній дохід на одне домашнє господарство  становив 58 104 долари США (медіана — 50 893), а середній дохід на одну сім'ю — 66 442 долари (медіана — 56 250). За межею бідності перебувало 12,3 % осіб, у тому числі 15,4 % дітей у віці до 18 років та 0,0 % осіб у віці 65 років та старших.
Цивільне працевлаштоване населення становило 100 осіб. Основні галузі зайнятості: виробництво — 18,0 %, освіта, охорона здоров'я та соціальна допомога — 17,0 %, роздрібна торгівля — 16,0 %.